# Indios de Ciudad Juárez
Az Indios de Ciudad Juárez egy megszűnt mexikói labdarúgócsapat, amelynek otthona Chihuahua állam egyik nagyvárosa, Ciudad Juárez volt. Története során 4 szezon idejéig az első osztályú bajnokságban is szerepelt, legjobb eredménye egy elődöntőbe jutás, ami az alapszakaszban elért 7. helyezés után sikerült. Címere egy focilabdát ábrázolt, amelyre (indiánok fejére emlékeztető módon) egy piros sál volt kötve.

## Története
A klub története 2005 közepe táján kezdődött, amikor vállalkozók egy Francisco Ibarra Molina vezette csoportja megvásárolta az Hidalgo állambeli Pachuca Juniors csapatot, Ciudad Juárezbe költöztette, és új, Indios néven indította el a másodosztályú bajnokságában. 2006-ban már döntőt játszhattak a feljutásért a Querétaro ellen, ám ezt elbukták, és csak két év múlva sikerült a magasabb szintre lépés: a 2007-es Apertura szezon döntőjében két meccsen összesítve 7–0-ra verték a Doradost, majd a 2008-as Clausura végén rendezett nagydöntőben a Club León felett diadalmaskodtak 3–2-es összesítéssel. Az egész eddig a Pachuca fiókcsapataként működő Indios ettől kezdve önállósodott teljesen.
Az első osztályban négy szezont játszottak, de háromszor nem értek el túl sok sikert. 2009 első felében viszont hetedikek lettek, amivel bejutottak a rájátszásba, sőt, még a negyeddöntőn is túljutottak az előző bajnok, a Toluca legyőzésével. A következő szezonban azonban az alapszakasz 17 mérkőzéséből egyet sem tudtak megnyerni, így hamar eldőlt, hogy a 2010-es Bicentenario szezont követően visszacsúsznak a másodosztályba. 2011 végére anyagi nehézségeik odáig fajultak, hogy nem tudták kifizetni a játékosokat, így kizárták őket a bajnokságból, sőt, hamarosan a klub meg is szűnt.

## Bajnoki eredményei
A csapat első osztályú szereplése során az alábbi eredményeket érte el:
| Év                | Alapszakasz-helyezés | Eredmény a rájátszásban |
| ----------------- | -------------------- | ----------------------- |
| 2008 Apertura     | 15. hely             |                         |
| 2009 Clausura     | 7. hely              | Elődöntős               |
| 2009 Apertura     | 18. hely             |                         |
| 2010 Bicentenario | 17. hely             |                         |